# Barbara Jacak

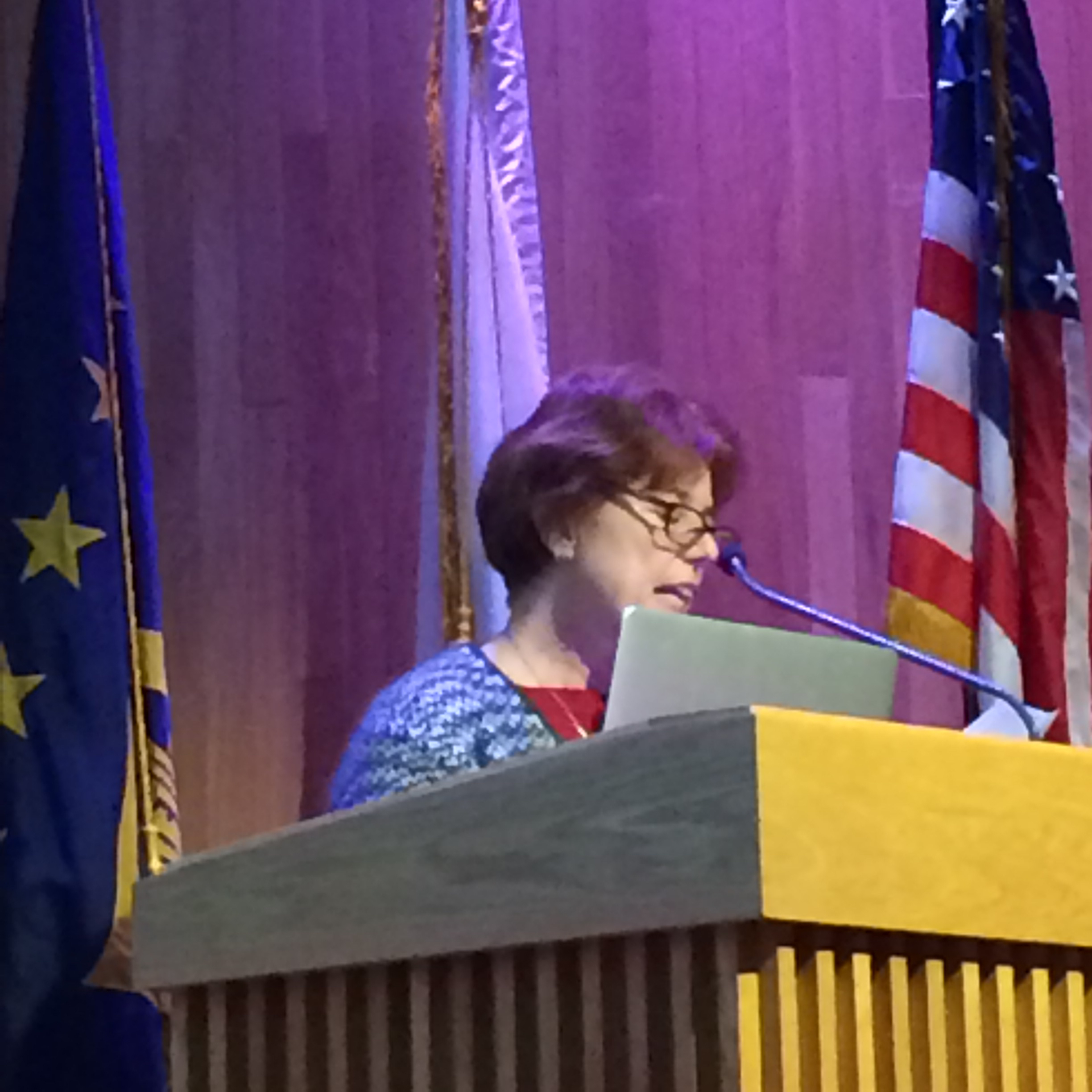
Jacak in Berkeley 2016

Barbara V. Jacak  (* 1957) ist eine US-amerikanische Kernphysikerin.
Jacak studierte Chemie an der University of California, Berkeley, mit dem Bachelor-Abschluss und wurde 1984 in physikalischer Chemie an der Michigan State University promoviert. Dort experimentierte sie an dem supraleitenden Zyklotron K-500 (National Superconducting Cyclotron Laboratory). Als Post-Doktorandin war sie Oppenheimer Fellow am Los Alamos National Laboratory, an dem sie ab 1987 fest angestellt war. 1994 bis 1996 war sie außerdem Adjunct Associate Professor an der benachbarten University of New Mexico. 1997 wurde sie Professorin für Physik an der State University of New York at Stony Brook, an der sie 2008 Distinguished Professor wurde, und ab 2015 war sie Direktorin für Kernphysik am Lawrence Berkeley National Laboratory und Professorin an der Universität Berkeley.
Sie untersucht das Quark-Gluon-Plasma mit Schwerionenstößen, zunächst in den Helios und NA44 Experimenten des CERN (Super Proton Synchroton, SPS), dann am PHENIX Experiment des Relativistic Heavy Ion Collider (RHIC). 2007 bis 2012 war sie Sprecherin des Phenix Experiments. Ein Ergebnis des Phenix Experiments war die Beobachtung der Unterdrückung von Partonen  mit hohen Transversalimpulsen (und damit von Jets), was als Anzeichen für die Bildung eines Quark-Gluon-Plasmas gilt. Nach Ernennung zur Professorin in Berkeley war sie am ALICE Experiment des Large Hadron Colliders am CERN beteiligt als Leiterin der Gruppe aus Berkeley. Ihre Gruppe untersucht dort die Wechselwirkung von Partonen mit Quark-Gluon-Plasmen über Photonen und Jets.
Für 2019 erhielt sie den Tom-W.-Bonner-Preis für Kernphysik für ihre Führungsrolle in der Entdeckung und Charakterisierung des Quark-Gluon-Plasmas, insbesondere für ihre Beiträge zum Phenix Experiment und dessen Erkundung von Jets als Proben.
Sie ist Fellow der American Physical Society (1997) und der American Association for the Advancement of Science (2009) und Mitglied der American Academy of Arts and Sciences (2016), der National Academy of Sciences (2009) und der American Philosophical Society (2021). 2016/17 stand sie dem National Academies Board für Physik und Astronomie vor. 2005/06 stand sie dem Programm-Beratungskomitee des RHIC vor und sie war im Komitee für Kernphysik des National Research Council.

## Schriften (Auswahl)
- Barbara Jacak, Berndt Muller: The exploration of hot nuclear matter, Science, Band 337, 2012, S. 310–314
- H. Kruse, B.V. Jacak, H. Stoecker: Microscopic theory of pion production and sidewards flow in heavy ion collisions, Phys. Rev. Lett., Band 54, 1985, S. 289–292
- K.G.R. Doss u. a.: Fragment flow in nuclear collisions, Phys. Rev. Lett., Band 59, 1987, S. 2720
- T. Akesson u. a. (The HELIOS Collaboration): Low mass lepton-pair production in p-Be collisions at 450-GeV/c, Z. Phys. C, Band 68, 1995, S. 47–64
- I. Bearden u. a. (NA44 Collaboration): Collective expansion in high-energy heavy ion collisions, Phys. Rev. Lett., Band 78, 1997, S. 2080–2083
- U. Heinz, B. Jacak: Two-particle correlations in relativistic heavy ion collisions, Annu. Rev. Nucl. Part. Sci., Band 49, 1999, S. 529–579
- K. Adcox u. a. (PHENIX Collaboration), "Suppression of hadrons with large transverse momentum in central Au+Au collisions at √SNN = 130 GeV", Phys. Rev. Lett. 88, 022301 (2002).
- S.S. Adler u. a. (PHENIX Collaboration): Absence of suppression in particle production at large transverse momentum in √SNN = 200 GeV d+Au collisions, Phys. Rev. Lett., Band 91,2003, S. 072303
- S.S. Adler u. a. (PHENIX Collaboration): Jet structure of baryon excess in Au+Au collisions at √SNN = 200 GeV, Phys. Rev. C, Band 71, 2005, S. 051902(R)
- K. Adcox u. a. (PHENIX Collaboration): Formation of dense partonic matter in relativistic nucleus-nucleus collisions at RHIC: Experimental evaluation by the PHENIX collaboration. Status of our program to create, detect and characterize quark-gluon plasma, Nucl. Phys. A, Band 757, 2005, S. 184–283
- S.S. Adler u. a. (PHENIX Collaboration): Dense-Medium Modifications to Jet-Induced Hadron Pair Distributions in Au+Au Collisions at √SNN = 200 GeV, Phys. Rev. Lett., Band 97, 2006, S.  052301
- A. Adare u. a. (PHENIX Collaboration): System Size and Energy Dependence of Jet-Induced Hadron Pair Correlation Shapes in Relativistic Nuclear Collisions, Phys. Rev. Lett., Band 98, 2007, S. 232302
- A. Adare u. a. (PHENIX Collaboration): Dihadron azimuthal correlations in Au+Au collisions at sqrt(s_NN)=200 GeV, Phys. Rev. C, Band 78, 2008, S. 014901